# Österbor och Österänge
Österbor och Österänge är en av SCB avgränsad och namnsatt småort i Sandvikens kommun, Gävleborgs län. Den omfattar bebyggelse i Österbor och Österänge belägna i Österfärnebo socken.
Området har forntida anor. Vid tegelbruket och landsvägen i Österänge fanns tidigare två högar, i vilka man påträffade vikingatida fynd. Högarna är nu bortgrävda.
I Österbo fanns enligt anteckningar hos Statens historiska museum tidigare ett gravfält. Byn omtalas i skriftliga handlingar första gången 1391 ('i Boor'), och var ursprungligen en by tillsammans med Västerbor. 1541-69 omfattade byn 4 mantal skatte.